# Xenillus davisorum
Xenillus davisorum är en kvalsterart som beskrevs av J. och P. Balogh 1985. Xenillus davisorum ingår i släktet Xenillus och familjen Xenillidae. Inga underarter finns listade i Catalogue of Life.